# NGC 3782
NGC 3782 este o galaxie spirală situată în constelația Ursa Mare. A fost descoperită în 1788 de către William Herschel. Se află la o distanță de 11,55 megaparseci de Pământ.